# Vladimír Franz
Pour les articles homonymes, voir Franz.
Vladimír Franz, né le 25 mai 1959 à Prague, est un compositeur et artiste tchèque. Il est candidat à l'élection présidentielle tchèque de 2013 en tant qu'indépendant.

## Biographie
Vladimír Franz effectue ses études supérieures à l'université Charles de Prague, où il obtient un doctorat en droit.
Ne souhaitant pas exercer une profession juridique dans un État totalitaire, il se consacre à l'art. Il est actuellement professeur à la faculté de théâtre de l'Université Charles de Prague.
Il se présente en tant qu'indépendant à l'élection présidentielle de 2013, ce qui attire l’attention des médias internationaux, qui mettent l'accent sur les tatouages qui recouvrent son corps,. Il obtient 6,8 % des voix au premier tour, terminant en cinquième position.